# (37242) 2000 WE172
2000 WE172 (asteroide 37242) é um asteroide da cintura principal. Possui uma excentricidade de 0.04766710 e uma inclinação de 14.88667º.
Este asteroide foi descoberto no dia 25 de novembro de 2000 por LINEAR em Socorro.